# Arisaema siamicum
Arisaema siamicum är en kallaväxtart som beskrevs av François Gagnepain. Arisaema siamicum ingår i släktet Arisaema och familjen kallaväxter. Inga underarter finns listade.